# 罗伯特·利文斯顿 (冰球运动员)
罗伯特·利文斯顿（英語：Robert Livingston，1908年11月3日—1974年4月2日），美国男子冰球运动员，场上位置是后卫。他曾代表美国国家队参加1932年冬季奥林匹克运动会冰球比赛，获得一枚银牌。